# Hrvatski kup u vaterpolu za žene 2013.
Ovo je izdanje Kupa Hrvatske u vaterpolu za žene.

## Završni turnir
Završni turnir održao se 21. i 22. prosinca 2013. godine u Zagrebu.

### Poluzavršnica
- Mladost - Viktoria 24:7 (6:2,5:3,7:1,6:1)[2]
  - Mladost: Nataša Anđelić, Dunja Bračun, Petra Županić (7), Ines Jakopanec (2), Morena Marinković, Dina Lordan (6), Lea Gegić (3), Katarina Tufeković (1), Iva Novosel (2), Mirna Glišić, Lidija Crnički, Petra Bukić (3), Ema Đurek, Lucija Rajčić; trener Bjelanović
  - Viktoria: Marijeta Barišić, Ana Goreta, Matea Matošin, Ivanica Karega, Glorija Badžim (2), Matea Milišić, Rea Pelicarić (1), Lucija Barić, Antonija Živković-Radnić (2), Lucija Bujas, Andrea Brzić (1), Marlena Skelin, Matea Malenica, Matea Skelin (1); trener Čaleta
  - Suci: Savinović-Rak

- Bura - Jug 9:7 (2:3,0:2,2:2,5:0)[3]
  - Bura: Sara Srhoj, Julija Božan, Irena Barišić (4), Tereza Balić (1), Petra Perica (1), Karla Srdanović, Ana Vuletić, Domina Butić, Leonarda Pavić, Ivana Butić (3), Mirta Tanasković, Nataša Jovanović, Ana Kežić, Katija Župić; trener Nikša Savin
  - Jug: Mara Tošić, Katarina Čučić, Katarina Majlat (2), Karmela Tvrdić (1), Nera Budalica, Ana Cvitanović, Katja Sučić, Nina Božić, Jasna Peručić (1), Nikolina Klešković, Lucija Topić (3), Martina Nadilo, Ana Karla Franić; trener Siniša Zonić
  - Suci: Matijević-Gavrilović

### Završnica
- Mladost - Bura 14:1 (3:0,4:0,2:0,5:1)[4]
  - Mladost: Nataša Anđelić, Dunja Bračun, Petra Županić (3), Ines Jakopanec, Morena Marinković, Dina Lordan (4), Lea Gegić (2), Katarina Tufeković, Iva Novosel (3), Mirna Glišić, Lidija Crnički, Petra Bukić (2), Ema Đurek; trener Bjelanović
  - Bura: Sara Srhoj, Julija Božan, Irena Barišić (1), Tereza Balić, Petra Perica, Karla Srdanović, Ana Vuletić, Domina Butić, Leonarda Pavić, Ivana Butić, Mirta Tanasković, Nataša Jovanović, Ana Kežić, Katija Župić; trener Nikša Savin
  - Suci: Rak-Periš